# Karl Ludwig Fickeisen
Karl (oder Carl) Ludwig Fickeisen (* 22. Dezember 1849 in Speyer; † 6. Dezember 1918 in Ludwigshafen am Rhein) war ein deutscher Holzhändler, Kommerzienrat und Mäzen, der sich durch großzügige Geldspenden in der Stadt Ludwigshafen am Rhein sozial engagierte.

## Geburt und frühe Jahre
Karl Ludwig Fickeisen entstammte einer jahrhundertealten pfälzischen Pfarrersfamilie. Sein Vater war Ökonom, was damals aber auch eine Bezeichnung für einen „wohlbestallten Landwirt“ war. Er wurde am 22. Dezember 1849 während eines zeitweiligen Aufenthalts der Familie in Speyer geboren. 1870 eröffnete sein Bruder Heinrich, der 11 Jahre älter war, eine Holzhandlung in Ludwigshafen am Rhein, in die der junge Karl Ludwig im Jahr 1873 eintrat. 1884 erwarben beide Brüder das Bürgerrecht der damals noch jungen Stadt Ludwigshafen.

## Erfolgreicher Geschäftsmann in Ludwigshafen
Heinrich Fickeisen verließ die Stadt Ludwigshafen und ging nach Baden-Baden. Daraufhin führte Karl Ludwig die Holzhandlung offenbar mit großem Erfolg alleine, da er es zu sehr großem Wohlstand brachte und sogar den Titel eines „Kommerzienrats“ erhielt. Er bewohnte eine Wohnung im Haus Brückenaufgang 2, ein recht hohes Gebäude am Eingang zur Ludwigstraße, der Hauptgeschäftsstraße der Stadt. Im Jahr 1911 zog er sich von den Geschäften zurück.

## Privatleben und letzte Jahre
Karl Ludwig Fickeisen blieb sein gesamtes Leben ledig und hatte auch keine Kinder. Er galt als wohltätiger und hilfsbereiter Mensch, der eine Reihe von Freunden um sich versammelte. Ansonsten pflegte er jedoch einen „zurückgezogenen Lebensstil“. Er verstarb am 6. Dezember 1918 im Alter von 68 Jahren.

## Die Fickeisen Stiftung
Im Jahr 1915 stiftete Fickeisen an die Stadt Ludwigshafen aus ungeklärten Gründen eine Summe von 400.000 Mark. Das entspricht heute einer Geldsumme, die zw. 1,5 und 2 Millionen Euro liegt. Die Stiftungsurkunde spricht davon, dass die „die sozialen und wirtschaftlichen Verhältnisse unserer Zeit im Allgemeinen sowie der spezielle Charakter der Stadt Ludwigshafen als Industriestadt am Rhein es mit sich bräuchten, dass auch so manche Kinder nicht diejenige Pflege und Erziehung zuteilwird, die zu deren gedeihlicher Entwicklung erforderlich sind.“
Sowohl Waisenkinder, als auch Kinder aus schwierigen Verhältnissen hätten viel zu leiden. Dazu komme die Kriegsnot. „Um auch meinen Teil zur Linderung der sozialen Not beizutragen, zugleich auch in der Erinnerung an die gegenwärtige große und schwere Zeit“ mache er seine Stiftung. Als der damalige Oberbürgermeister Friedrich Krafft die Gründung der Stiftung im Rat bekanntmachte, wollten dessen Mitglieder eine Delegation losschicken, um Fickeisen dafür zu danken. Der Oberbürgermeister riet davon jedoch ab, da Fickeisen ein „außerordentlich bescheidener Mensch sei, [der] dies nicht wünschen werde“.
Als Fickeisen am 6. Dezember 1918 verstarb, war die Stadt durch französische Truppen besetzt. Dennoch gedachte der Oberbürgermeister beim Begräbnis des Verstorbenen und sprach Worte der Wertschätzung. Fickeisen vermachte in seinem Testament sein gesamtes Vermögen dem geplanten Kinderheim. Zudem hinterließ er Geld für ein Grab, welches heute noch auf dem Hauptfriedhof vorhanden ist.
Wegen der Inflation schrumpfte das Stiftungsvermögen im Jahr 1928 auf 25.000 Goldmark, sodass ein geplantes großes Kinderheim nicht gebaut werden konnte. Dennoch konnte Mithilfe weiterer Stifter im 1911 errichteten Kindergarten des bayrischen Frauenvereins mit dem „Fickeisenstift“ ein Kinderheim entstehen. Im Jahr 1934 wurde das Stift von der NS-Stadtverwaltung aufgelöst. Da nach dem 2. Weltkrieg vom ursprünglichen Stiftungsvermögen nur noch 5000 Mark übrigen waren, beschloss der Stadtrat am 2. November 1950 die Aufhebung der Stiftung.

## Kontroverse um dem „Fickeisenplatz“
Ursprünglich war der „Fickeisenplatz“ in der Nähe des Geschwister-Scholl-Gymnasiums in Stadtteil Ludwigshafen Süd nach Karl Ludwig Fickeisen benannt. Jedoch gab es Bestrebungen, diesen Platz in „Sophie-Scholl-Platz“ umzubenennen, was zu gewissen Kontroversen führte. Schließlich schlug der Ortsvorsteher von Ludwigshafen, Christoph Heller vor, dass der Platz bzw. Spielplatz im Quadrat Dörrhorst-/Ecke Wredestraße im Stadtteil Ludwigshafen Mitte nach Fickeisen benannt werden soll, da sich dort in der Nähe das ehemalige Waisenhaus befand. In diesem Gebäude ist heute die Erziehungsberatungsstelle der Stadt Ludwigshafen untergebracht.
Am 27. November 2021 wurde der „Carl-Ludwig-Fickeisen-Platz“ dann schließlich feierlich gewidmet.